# Adeixis major
Adeixis major är en fjärilsart som beskrevs av Holloway 1979. Adeixis major ingår i släktet Adeixis och familjen mätare. Inga underarter finns listade i Catalogue of Life.